# Scytodes aharonii
Espèce
Scytodes aharonii est une espèce d'araignées aranéomorphes de la famille des Scytodidae.

## Distribution
Cette espèce est endémique d'Israël.

## Description
La femelle holotype mesure 4,5 mm.

## Étymologie
Cette espèce est nommée en l'honneur de J. Aharoni.

## Publication originale
- Strand, 1914 : Zweite Mitteilung über Spinnen aus Palästina, gesammelt von Herrn Dr J. Aharoni. Archiv für Naturgeschichte, sér. A, vol. 80, no 3, p. 173-186 (texte intégral).